# Sport-Saller
Sport-Saller e.K. es una empresa de ropa deportiva alemana que se centra en productos deportivos de equipos de fútbol y tiene su sede en Weikersheim, Baden-Wurtemberg.

## Historia

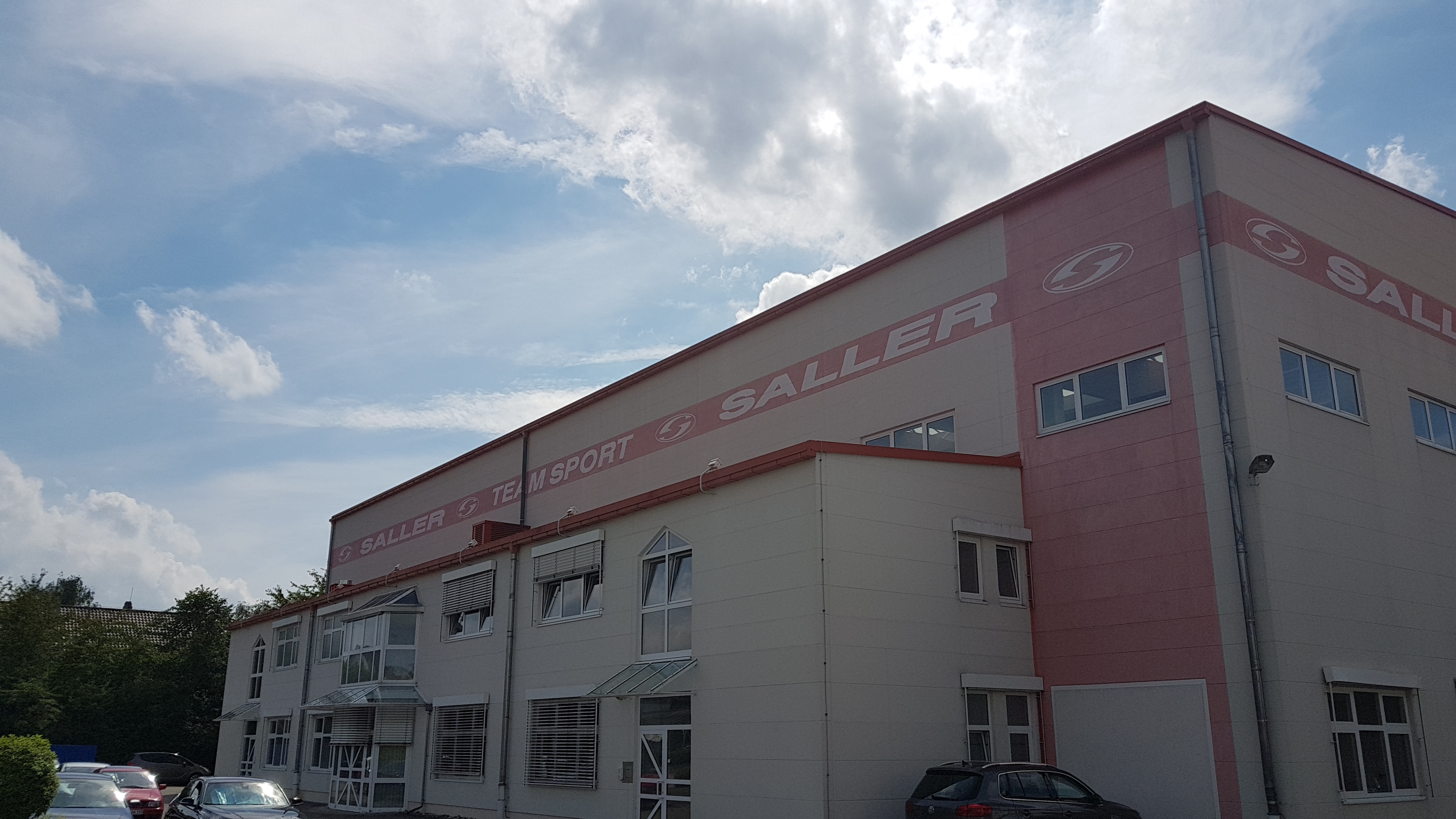
Fábrica y outlet de Sport-Saller en Weikersheim.

Sport-Saller fue creada en 1972 en Tauberrettersheim, Alemania. Fue creada por Richard Saller, quien en ese momento era entrenador de fútbol. Originalmente, Saller comenzó como un negocio de fútbol, pero pronto centró su atención en la creación de una empresa de artículos deportivos que desarrolla, produce y vende su propia ropa deportiva. Saller abrió por primera vez una tienda de ropa deportiva con la idea de poder equipar a los equipos deportivos locales con el equipo que necesitaban.
En 1990, Sport-Saller se mudó a Weikersheim, donde la compañía había construido un edificio de oficinas, una tienda de deportes, un espacio de almacenamiento, áreas para organizar despachos y para la fabricación. Junto con el nuevo edificio de oficinas, se construyó un moderno pabellón deportivo para ayudar a entrenar a jugadores jóvenes. Saller también patrocina una serie de iniciativas con la compañía que promueven y patrocinan una serie de escuelas de fútbol y deportes para niños en Alemania.
En 2008 reemplazaron a Uhlsport como los principales proveedores de Arminia Bielefeld, pero perdieron el contrato 12 años después a manos de Joma. En el pasado, también suministraron a Unión Berlín en reemplazo de Nike en 2002, y a 1. FC Colonia en los años 2002-2005 hasta que fueron reemplazados por Adidas.
La compañía expandió sus operaciones a Georgia en 2008 y abrió un centro comercial en Tbilisi, que abastece al Comité Olímpico Nacional Georgiano.
En 2010 firmaron un contrato con la Asociación de Fútbol de Gambia, donde vestían a todos todos los equipos nacionales, a saber, los equipos sub-17, sub-20 y sub-23, la selección nacional y la selección nacional femenina.
En 2014 suministraron la ropa deportiva del Lechia Gdańsk con un contrato de dos años. Y en mayo de 2018 diseñaron una camiseta especial para el último partido de la temporada para Jahn Regensburg.